# Olympische Sommerspiele 2024/Teilnehmer (Georgien)
| Gelbes Symbol für Goldmedaillen mit stilisierten Olympischen Ringen | Graues Symbol für Silbermedaillen mit stilisierten Olympischen Ringen | Braundes Symbol für Bronzemedaillen mit stilisierten Olympischen Ringen |
| ------------------------------------------------------------------- | --------------------------------------------------------------------- | ----------------------------------------------------------------------- |
| 3                                                                   | 3                                                                     | 1                                                                       |

Georgien nahm an den Olympischen Spielen 2024 vom 26. Juli bis zum 11. August 2024 in Paris mit 28 Athleten (21 Männer, 7 Frauen) teil. Es war die insgesamt achte Teilnahme an Olympischen Sommerspielen.

## Medaillen

### Medaillenspiegel
| Rang   | Sportart     | Gold | Silber | Bronze | Gesamt |
| ------ | ------------ | ---- | ------ | ------ | ------ |
| 1      | Judo         | 1    | 2      | 0      | 3      |
| 2      | Ringen       | 1    | 1      | 0      | 2      |
| 3      | Gewichtheben | 1    | 0      | 0      | 1      |
| 4      | Boxen        | 0    | 0      | 1      | 1      |
| Gesamt | Gesamt       | 3    | 3      | 1      | 7      |

### Medaillengewinner
| Name/n                | Sportart     | Wettkampf          |
| --------------------- | ------------ | ------------------ |
| Gold                  |              |                    |
| Lascha Bekauri        | Judo         | Klasse bis 90 kg   |
| Geno Petriaschwili    | Ringen       | Klasse bis 125 kg  |
| Lascha Talachadse     | Gewichtheben | Klasse über 102 kg |
| Silber                |              |                    |
| Tato Grigalaschwili   | Judo         | Klasse bis 81 kg   |
| Ilia Sulamanidse      | Judo         | Klasse bis 100 kg  |
| Giwi Matscharaschwili | Ringen       | Klasse bis 97 kg   |
| Bronze                |              |                    |
| Lascha Guruli         | Boxen        | Klasse bis 63,5 kg |

## Teilnehmer nach Sportarten

### Boxen
Durch den Gewinn der Silbermedaille bei den Europaspielen 2023 konnte sich Lascha Guruli für den Wettbewerb im Halbweltergewicht der Männer bei den Olympischen Spielen qualifizieren. Durch Georgi Kuschitaschwili wurde beim zweiten internationalen Qualifikationsturnier ein weiterer Startplatz erreicht.
| Athleten               | Wettbewerb         | 1. Runde | 1. Runde | Achtelfinale | Achtelfinale | Viertelfinale     | Viertelfinale | Halbfinale    | Halbfinale    | Finale        | Finale        | Rang   |
| Athleten               | Wettbewerb         | Gegner   | Ergebnis | Gegner       | Ergebnis     | Gegner            | Ergebnis      | Gegner        | Ergebnis      | Gegner        | Ergebnis      | Rang   |
| ---------------------- | ------------------ | -------- | -------- | ------------ | ------------ | ----------------- | ------------- | ------------- | ------------- | ------------- | ------------- | ------ |
| Männer                 |                    |          |          |              |              |                   |               |               |               |               |               |        |
| Lascha Guruli          | Klasse bis 63,5 kg | Freilos  | Freilos  | M. Həsənov   | 5:0          | B. Muchammedsabyr | 3:2           | E. Álvarez    | 0:5           | ausgeschieden | ausgeschieden | Bronze |
| Georgi Kuschitaschwili | Klasse bis 92 kg   | —        | —        | D. Boltajew  | 2:3          | ausgeschieden     | ausgeschieden | ausgeschieden | ausgeschieden | ausgeschieden | ausgeschieden | 9      |

### Fechten
Als einer der beiden besten europäischen Säbelfechter der Rangliste, dessen Mannschaft sich nicht qualifizieren konnte, erhielt Sandro Basadse einen persönlichen Startplatz im Säbelfechten.
| Athleten       | Wettbewerb   | 1. Runde | 1. Runde | 2. Runde | 2. Runde | Achtelfinale | Achtelfinale | Viertelfinale | Viertelfinale | Halbfinale / Klassifikation | Halbfinale / Klassifikation | Finale / Platzierung | Finale / Platzierung | Rang |
| Athleten       | Wettbewerb   | Gegner   | Ergebnis | Gegner   | Ergebnis | Gegner       | Ergebnis     | Gegner        | Ergebnis      | Gegner                      | Ergebnis                    | Gegner               | Ergebnis             | Rang |
| -------------- | ------------ | -------- | -------- | -------- | -------- | ------------ | ------------ | ------------- | ------------- | --------------------------- | --------------------------- | -------------------- | -------------------- | ---- |
| Männer         |              |          |          |          |          |              |              |               |               |                             |                             |                      |                      |      |
| Sandro Basadse | Säbel Einzel | Freilos  | Freilos  | G. Zea   | 15:6     | M. Amer      | 14:15        | ausgeschieden | ausgeschieden | ausgeschieden               | ausgeschieden               | ausgeschieden        | ausgeschieden        | 9    |

### Gewichtheben
Über die olympische Rangliste der IWF hatten sich drei georgische Gewichtheber für die Spiele qualifiziert.
| Athleten            | Wettbewerb         | Reißen  | Reißen | Stoßen  | Stoßen | Zweikampf | Zweikampf | Rang |
| Athleten            | Wettbewerb         | Gewicht | Rang   | Gewicht | Rang   | Gewicht   | Rang      | Rang |
| ------------------- | ------------------ | ------- | ------ | ------- | ------ | --------- | --------- | ---- |
| Männer              |                    |         |        |         |        |           |           |      |
| Schota Mischwelidse | Klasse bis 61 kg   | 121 kg  | 6      | 135 kg  | 6      | 256 kg    | 6         | 6    |
| Irakli Tschcheidse  | Klasse bis 102 kg  | 179 kg  | 7      | 214 kg  | 4      | 393 kg    | 5         | 5    |
| Lascha Talachadse   | Klasse über 102 kg | 215 kg  | 2      | 255 kg  | 1      | 470 kg    | 1         | Gold |

### Judo
Über die IJF-Weltrangliste konnten sich zehn georgische Judokas qualifizieren. Durch die Qualifikation in den entsprechenden Gewichtsklassen konnte auch ein Mixed-Team an den Start gehen.
| Athleten | Wettbewerb         | 1. Runde   | 1. Runde | 2. Runde   | 2. Runde | Achtelfinale    | Achtelfinale  | Viertelfinale  | Viertelfinale | Halbfinale / Trostrunde | Halbfinale / Trostrunde | Finale / Platz 3 | Finale / Platz 3 | Rang   |
| Athleten | Wettbewerb         | Gegner     | Ergebnis | Gegner     | Ergebnis | Gegner          | Ergebnis      | Gegner         | Ergebnis      | Gegner                  | Ergebnis                | Gegner           | Ergebnis         | Rang   |
| --- | ------------------ | ---------- | -------- | ---------- | -------- | --------------- | ------------- | -------------- | ------------- | ----------------------- | ----------------------- | ---------------- | ---------------- | ------ |
| Frauen |                    |            |          |            |          |                 |               |                |               |                         |                         |                  |                  |        |
| Eteri Liparteliani | Klasse bis 57 kg   | L. Nairne  | 10:0s1   | —          | —        | S. Aminova      | 1s1:0s2       | R. Silva       | 0s1:10        | L. Enchriilen           | 10:0                    | S. L. Cysique    | 0:11s1           | 5      |
| Eter Askilaschwili | Klasse bis 63 kg   | A. Leški   | 0:10     | —          | —        | ausgeschieden   | ausgeschieden | ausgeschieden  | ausgeschieden | ausgeschieden           | ausgeschieden           | ausgeschieden    | ausgeschieden    | 17     |
| Sopio Somchischwili | Klasse über 78 kg  | R. Lucht   | 10:0     | —          | —        | R. Dicko        | 0:10          | ausgeschieden  | ausgeschieden | ausgeschieden           | ausgeschieden           | ausgeschieden    | ausgeschieden    | 9      |
| Männer |                    |            |          |            |          |                 |               |                |               |                         |                         |                  |                  |        |
| Giorgi Sardalaschwili | Klasse bis 60 kg   | Freilos    | Freilos  | —          | —        | Y. Wolczak      | 11:0s4        | S. Yıldız      | 0s2:1s2       | Kim W.-j.               | 10:0                    | F. Garrigós      | 0s1:1s2          | 5      |
| Wascha Margwelaschwili | Klasse bis 66 kg   | Freilos    | Freilos  | —          | —        | W. Khyar        | 0s1:10s1      | ausgeschieden  | ausgeschieden | ausgeschieden           | ausgeschieden           | ausgeschieden    | ausgeschieden    | 9      |
| Lascha Schawdatuaschwili | Klasse bis 73 kg   | J.-B. Gaba | 0s3:10s2 | —          | —        | ausgeschieden   | ausgeschieden | ausgeschieden  | ausgeschieden | ausgeschieden           | ausgeschieden           | ausgeschieden    | ausgeschieden    | 17     |
| Tato Grigalaschwili | Klasse bis 81 kg   | Freilos    | Freilos  | M. Latișev | 10s1:0s4 | W. Borchashvili | 1:0s2         | S. Mahmadbekow | 1s1:0s1       | Lee J.-h.               | 1s2:0s1                 | T. Nagase        | 0s1:11s1         | Silber |
| Lascha Bekauri | Klasse bis 90 kg   | Freilos    | Freilos  | —          | —        | I. Iwanow       | 1:0           | Han J.-y.      | 10:0          | T. Mosakhlishvili       | 10:0                    | S. Murao         | 10:1             | Gold   |
| Ilia Sulamanidse | Klasse bis 100 kg  | Freilos    | Freilos  | —          | —        | G. Pirelli      | 10:0          | A. Wolf        | 1:0           | D. Eich                 | 10:0                    | Z. Kotsoiev      | 1:10             | Silber |
| Guram Tuschischwili | Klasse über 100 kg | Freilos    | Freilos  | —          | —        | M. Ndiaye       | 10:0          | T. Riner       | 0:10          | A. Yusupov              | DSQ                     | ausgeschieden    | ausgeschieden    | 7      |
| Mixed |                    |            |          |            |          |                 |               |                |               |                         |                         |                  |                  |        |
| Eteri Liparteliani Eter Askilaschwili Sopio Somchischwili Giorgi Sardalaschwili Wascha Margwelaschwili Lascha Schawdatuaschwili Tato Grigalaschwili Lascha Bekauri Ilia Sulamanidse Guram Tuschischwili | Mixed Team         | Freilos    | Freilos  | —          | —        | Italien         | 3:4           | ausgeschieden  | ausgeschieden | ausgeschieden           | ausgeschieden           | ausgeschieden    | ausgeschieden    | 9      |

### Leichtathletik
Laufen und Gehen
| Athleten           | Wettbewerb | Vorlauf | Vorlauf | Halbfinale    | Halbfinale    | Finale        | Finale        | Rang |
| Athleten           | Wettbewerb | Zeit    | Rang    | Zeit          | Rang          | Zeit          | Rang          | Rang |
| ------------------ | ---------- | ------- | ------- | ------------- | ------------- | ------------- | ------------- | ---- |
| Frauen             |            |         |         |               |               |               |               |      |
| Lika Chartschilawa | 100 m      | 12,37 s | 20      | ausgeschieden | ausgeschieden | ausgeschieden | ausgeschieden | 20   |

### Ringen
Bei den Weltmeisterschaften 2023 konnten die ersten beiden Quotenplätze erreicht werden. Beim europäischen Qualifikationsturnier in Baku kamen zwei weitere Startplätze hinzu. Zudem konnte man beim finalen Qualifikationsturnier drei weitere Startplätze ergattern.

#### Freier Stil
Legende: G = Gewonnen, V = Verloren, S = Schultersieg
| Athleten                 | Wettbewerb        | Achtelfinale     | Achtelfinale | Viertelfinale   | Viertelfinale | Halbfinale           | Halbfinale    | Hoffnungsrunde Halbfinale | Hoffnungsrunde Halbfinale | Hoffnungsrunde Finale | Hoffnungsrunde Finale | Finale          | Finale        | Rang   |
| Athleten                 | Wettbewerb        | Gegner           | Ergebnis     | Gegner          | Ergebnis      | Gegner               | Ergebnis      | Gegner                    | Ergebnis                  | Gegner                | Ergebnis              | Gegner          | Ergebnis      | Rang   |
| ------------------------ | ----------------- | ---------------- | ------------ | --------------- | ------------- | -------------------- | ------------- | ------------------------- | ------------------------- | --------------------- | --------------------- | --------------- | ------------- | ------ |
| Männer                   |                   |                  |              |                 |               |                      |               |                           |                           |                       |                       |                 |               |        |
| Goderdsi Dsebissaschwili | Klasse bis 65 kg  | W. Tewanjan      | V 0:11       | ausgeschieden   | ausgeschieden | ausgeschieden        | ausgeschieden | ausgeschieden             | ausgeschieden             | ausgeschieden         | ausgeschieden         | ausgeschieden   | ausgeschieden | 15     |
| Wladimer Gamqrelidse     | Klasse bis 86 kg  | J. Shapiev       | V 1:4        | ausgeschieden   | ausgeschieden | ausgeschieden        | ausgeschieden | ausgeschieden             | ausgeschieden             | ausgeschieden         | ausgeschieden         | ausgeschieden   | ausgeschieden | 13     |
| Giwi Matscharaschwili    | Klasse bis 97 kg  | N. de Lange      | G 12:2       | M. Mtschedlidse | G 11:0        | M. Magomedow         | G 5:0         | ―                         | ―                         | ―                     | ―                     | A. Tazhudinov   | V 0:2         | Silber |
| Geno Petriaschwili       | Klasse bis 125 kg | O. Chozjaniwskyj | G 11:0       | R. Baran        | G 9:2         | G. Meschwildischwili | G 7:0         | ―                         | ―                         | ―                     | ―                     | A. Hossein Zare | G 10:9        | Gold   |

#### Griechisch-römischer Stil
Legende: G = Gewonnen, V = Verloren, S = Schultersieg
| Athleten             | Wettbewerb       | Achtelfinale    | Achtelfinale | Viertelfinale | Viertelfinale | Halbfinale    | Halbfinale    | Hoffnungsrunde Halbfinale | Hoffnungsrunde Halbfinale | Hoffnungsrunde Finale | Hoffnungsrunde Finale | Finale        | Finale        | Rang |
| Athleten             | Wettbewerb       | Gegner          | Ergebnis     | Gegner        | Ergebnis      | Gegner        | Ergebnis      | Gegner                    | Ergebnis                  | Gegner                | Ergebnis              | Gegner        | Ergebnis      | Rang |
| -------------------- | ---------------- | --------------- | ------------ | ------------- | ------------- | ------------- | ------------- | ------------------------- | ------------------------- | --------------------- | --------------------- | ------------- | ------------- | ---- |
| Männer               |                  |                 |              |               |               |               |               |                           |                           |                       |                       |               |               |      |
| Ramas Soidse         | Klasse bis 67 kg | A. Ismailow     | V 1:12       | ausgeschieden | ausgeschieden | ausgeschieden | ausgeschieden | ausgeschieden             | ausgeschieden             | ausgeschieden         | ausgeschieden         | ausgeschieden | ausgeschieden | 12   |
| Lascha Gobadse       | Klasse bis 87 kg | B. Sid Azara    | G 2:1        | S. Nowikow    | V 3:8         | ausgeschieden | ausgeschieden | T. Bisultanov             | V 0:6                     | ausgeschieden         | ausgeschieden         | ausgeschieden | ausgeschieden | 9    |
| Robert Kobliaschwili | Klasse bis 97 kg | A. Chaslachanau | V 1:9        | ausgeschieden | ausgeschieden | ausgeschieden | ausgeschieden | ausgeschieden             | ausgeschieden             | ausgeschieden         | ausgeschieden         | ausgeschieden | ausgeschieden | 15   |

### Schießen
Im Qualifikationszeitraum konnte ein Quotenplatz erreicht werden.
| Athleten        | Wettbewerb        | Qualifikation   | Qualifikation | Finale          | Finale        |
| Athleten        | Wettbewerb        | Ringe/ Scheiben | Rang          | Ringe/ Scheiben | Rang          |
| --------------- | ----------------- | --------------- | ------------- | --------------- | ------------- |
| Frauen          |                   |                 |               |                 |               |
| Nino Salukwadse | 25 m Sportpistole | 563             | 40            | ausgeschieden   | ausgeschieden |
| Nino Salukwadse | 10 m Luftpistole  | 562             | 38            | ausgeschieden   | ausgeschieden |

### Schwimmen
| Athleten        | Wettbewerb          | Vorlauf     | Vorlauf | Halbfinale    | Halbfinale    | Finale        | Finale        | Rang |
| Athleten        | Wettbewerb          | Zeit        | Rang    | Zeit          | Rang          | Zeit          | Rang          | Rang |
| --------------- | ------------------- | ----------- | ------- | ------------- | ------------- | ------------- | ------------- | ---- |
| Frauen          |                     |             |         |               |               |               |               |      |
| Ana Nischaradse | 100 m Schmetterling | 1:02,85 min | 28      | ausgeschieden | ausgeschieden | ausgeschieden | ausgeschieden | 28   |
| Männer          |                     |             |         |               |               |               |               |      |
| Noe Panstkhava  | 100 m Rücken        | 56,46 s     | 41      | ausgeschieden | ausgeschieden | ausgeschieden | ausgeschieden | 41   |

### Turnen
Über die Weltcupserie 2023/2024 konnte ein Startplatz im Trampolinturnen der Frauen erreicht werden.

#### Trampolinturnen
| Athleten      | Wettbewerb | Qualifikation | Qualifikation | Finale        | Finale        | Rang |
| Athleten      | Wettbewerb | Punkte        | Rang          | Punkte        | Rang          | Rang |
| ------------- | ---------- | ------------- | ------------- | ------------- | ------------- | ---- |
| Frauen        |            |               |               |               |               |      |
| Luba Golowina | Einzel     | 53,620        | 11            | ausgeschieden | ausgeschieden | 11   |